# عبد الله سوميخ
عبد الله صموخ (1813 - 13 سبتمبر 1889) كان حاكمًا ورئيسًا لمدرسة دينية و بوسيكًا يهوديًا عراقيًا.

## وقت مبكر من الحياة
وُلِد عبد الله سومخ عام 1813 في بغداد لأبيه إبراهيم سومخ، وهو من نسل نسيم جاؤون ؛ وكان الأكبر بين ثمانية إخوة وثماني أخوات. تَتلمذ على يد يعقوب بن يوسف هاروفي. تزوج سارة، وأنجبت له صالح، وهارون، ورافائيل، وخاتون، وإبراهيم، وساسون، ومسودة، وراحيل، وسمحا.

## حياة مهنية
في البداية، كسب سوميخ رزقه من التجارة، لكنه كرس نفسه لمجال التعليم بعد أن رأى مستوى دراسة التوراة يتضاءل في بغداد. أصبح سوميخ رئيسًا للمدرسة الدينية ميدراش أبو منشيه (التي أنشأها هيسكل منشيه زبيدة في عام 1840)؛ تم توسيع المدرسة الدينية لاحقًا وأعيدت تسميتها بميدراش بيت زيلخا وظلت تعمل حتى عام 1951.
بصفته رئيسًا للمدرسة الدينية اليهودية، كان سوميخ مُعلّمًا للعديد من حكماء السفارديم، منهم يوسف حاييم ("بن إيش حاي") ويعقوب حاييم سوفر ("كاف هاحاييم"). أصدر عددًا كبيرًا من الفتاوى، لا سيما في مسائل الشحيطة (ذبح الحيوانات عند اليهود) والتريفوت. نُشرت هذه الفتاوى في كتاب "ذبيح تسيدك" (بغداد، 1914، مجلدان)، الذي أصبح مرجعًا لليهود البغداديين في جميع أنحاء الهند والشرق الأقصى. كما ألّف أيضًا ردودًا على جميع أسئلة الشولحان عاروخ.

## موته
توفي سوميخ ليلة الجمعة 13 سبتمبر/أيلول 1889 خلال جائحة الكوليرا التي امتدت من عام 1881 إلى عام 1896. ودُفن في فناء قبر جوشوا الكاهن الأعظم.